# Pösmossa
Pösmossa (Pseudoscleropodium purum) är en bladmossart som beskrevs av Fleischer in Brotherus 1925. Enligt Catalogue of Life ingår Pösmossa i släktet Pseudoscleropodium och familjen Entodontaceae, men enligt Dyntaxa är tillhörigheten istället släktet Pseudoscleropodium och familjen Brachytheciaceae. Enligt den finländska rödlistan är arten nära hotad i Finland. Arten är reproducerande i Sverige. Artens livsmiljö är lundskogar. Inga underarter finns listade i Catalogue of Life.

## Bildgalleri

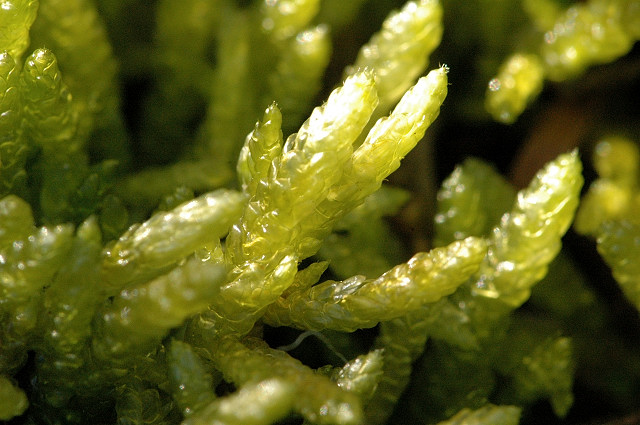
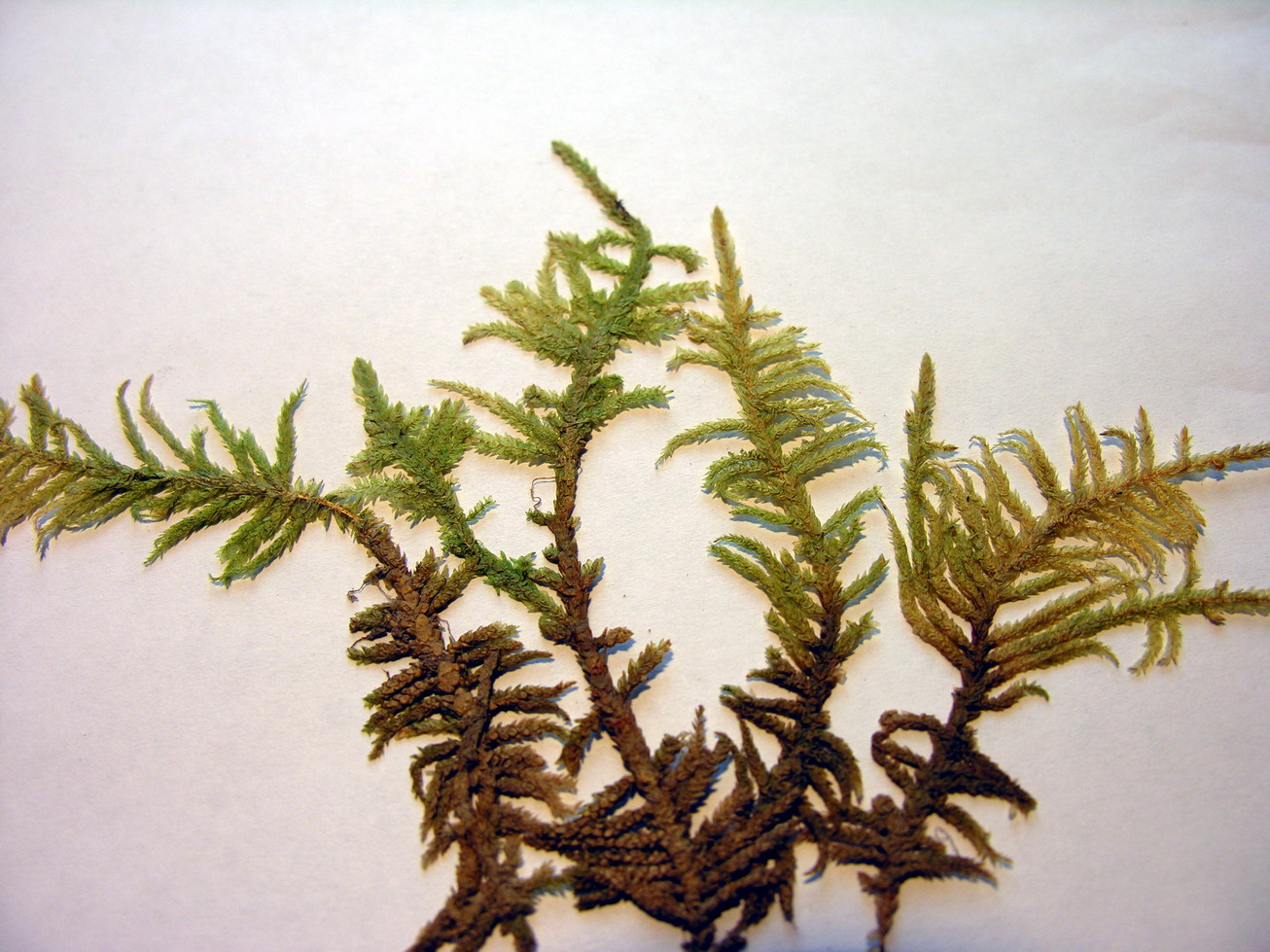